# ロビン・フッド (2010年の映画)
『ロビン・フッド』（Robin Hood）は、2010年のアメリカ・イギリス合作映画。

## ストーリー
時代は12世紀末。十字軍の兵士としてフランスで戦っていたロビンは、イングランドの騎士ロバート・ロクスレーの暗殺現場に遭遇。ロバートの遺言を聞き入れ、彼の父でノッティンガムの領主であるサー・ウォルターに剣を届ける役目を引き受ける。
かくして訪れたノッティンガムの地で、ロバートの身代わりになってくれと頼まれるロビン。彼の素朴な人柄は領民たちの人気を集め、ロバートの未亡人マリアンとも次第に心が通いあっていくのだが、その行く手には、イングランド侵略をもくろむフランス軍との壮絶な戦いが待ち受けていた。

## キャスト
※括弧内は日本語吹替
- ロビン・ロングストライド - ラッセル・クロウ（山路和弘）
- マリアン・ロクスリー - ケイト・ブランシェット（藤本喜久子）
- ウィリアム・マーシャル - ウィリアム・ハート（森功至）
- ゴドフリー - マーク・ストロング（広瀬彰勇）
- ジョン王 - オスカー・アイザック（檀臣幸）
- 獅子心王リチャード1世 - ダニー・ヒューストン（菅生隆之）
- アリエノール・ダキテーヌ - アイリーン・アトキンス（翠準子）
- タック修道士 - マーク・アディ（後藤敦）
- リトル・ジョン - ケヴィン・デュランド（乃村健次）
- ウィル・スカーレット - スコット・グライムス（横島亘）
- アラン・ア・デイル - アラン・ドイル（木村雅史）
- イザベラ・オブ・アングレーム - レア・セドゥ（羽飼まり）
- サー・ウォルター・ロクスリー - マックス・フォン・シドー（石田太郎）
- ノッティンガムの代官 - マシュー・マクファディン（勝沼紀義）
- フィリップ2世 - ジョナサン・ザッカイ
- タンクレッド神父 - サイモン・マクバーニー（外谷勝由）
- ロバート・ロクスリー - ダグラス・ホッジ

## 製作
2007年1月、ユニバーサル・ピクチャーズとブライアン・グレイザー率いるイマジン・エンターテインメントがイーサン・リーフとサイラス・ヴォリスによるスペック・スクリプトを入手する。その段階では、ロビン・フッド、レディ・マリアン、ノッティンガムの代官の三角関係を描いた物語であった。主演のラッセル・クロウには、本作の製作費の20%にあたる、2000万ドルのギャラが支払われた。同年4月にはリドリー・スコットが監督することが決まり、『Nottingham』のタイトルで発表された。6月にはブライアン・ヘルゲランドがリライトの為に雇われる。
撮影は2008年8月にシャーウッド・フォレストで開始され、2009年11月26日に公開することを予定していたが、2008年の映画俳優組合ストライキの影響で延期された。

## 評価
レビュー・アグリゲーターのRotten Tomatoesでは251件のレビューで支持率は43%、平均点は5.40/10となった。Metacriticでは40件のレビューを基に加重平均値が53/100となった。

## 余談
2010年5月、主演のラッセル・クロウがBBCラジオ4の番組ジャーナリスト、マーク・ローソンから、ロビン・フッド役の演技について「休暇でよくオーストラリアに行くアイルランド人のよう」と評され、さらに「あなたのロビン・フッドの口調には、かすかにアイルランドの訛りがありますが、どういう考えがあってのことですか?」と質問されたところ、短気な性格で知られるラッセルは「あんたの耳は死んでるんじゃないか?　あれがアイルランド訛りに聞こえたっていうなら、あんたの耳は相当おかしなことになってるよ」と激怒した。その後、ローソンが慌ててフォローするも彼の怒りは収まらず、放送禁止用語を吐きながらスタジオを出ていってしまった。